# Anomis kebeensis
Anomis kebeensis är en fjärilsart som beskrevs av George Thomas Bethune-Baker 1906. Anomis kebeensis ingår i släktet Anomis och familjen nattflyn. Inga underarter finns listade i Catalogue of Life.